# Саревка
Саревка — деревня в Лысковском районе Нижегородской области России. Входит в состав Кисловского сельсовета.

## География
Деревня Саревка расположена на правобережье Волги, на правом берегу реки Китмар.

## История
В XIX — начале XX вв. деревня входила в состав Макарьевского уезда. Были известны саревские мастера по изготовлению берд.
С конца 1920-х до начала 1950-х годов в деревне базировался колхоз «Совет труда и обороны».

## Население
Численность населения Саревки — 100 человек (2010).
| 2002 | 2010 |
| ---- | ---- |
| 27   | ↘12  |

## Инфраструктура
В деревне одна улица — Советская.